# Ujęcia infiltracyjne Stacji Uzdatniania Wody „Praga” w Warszawie

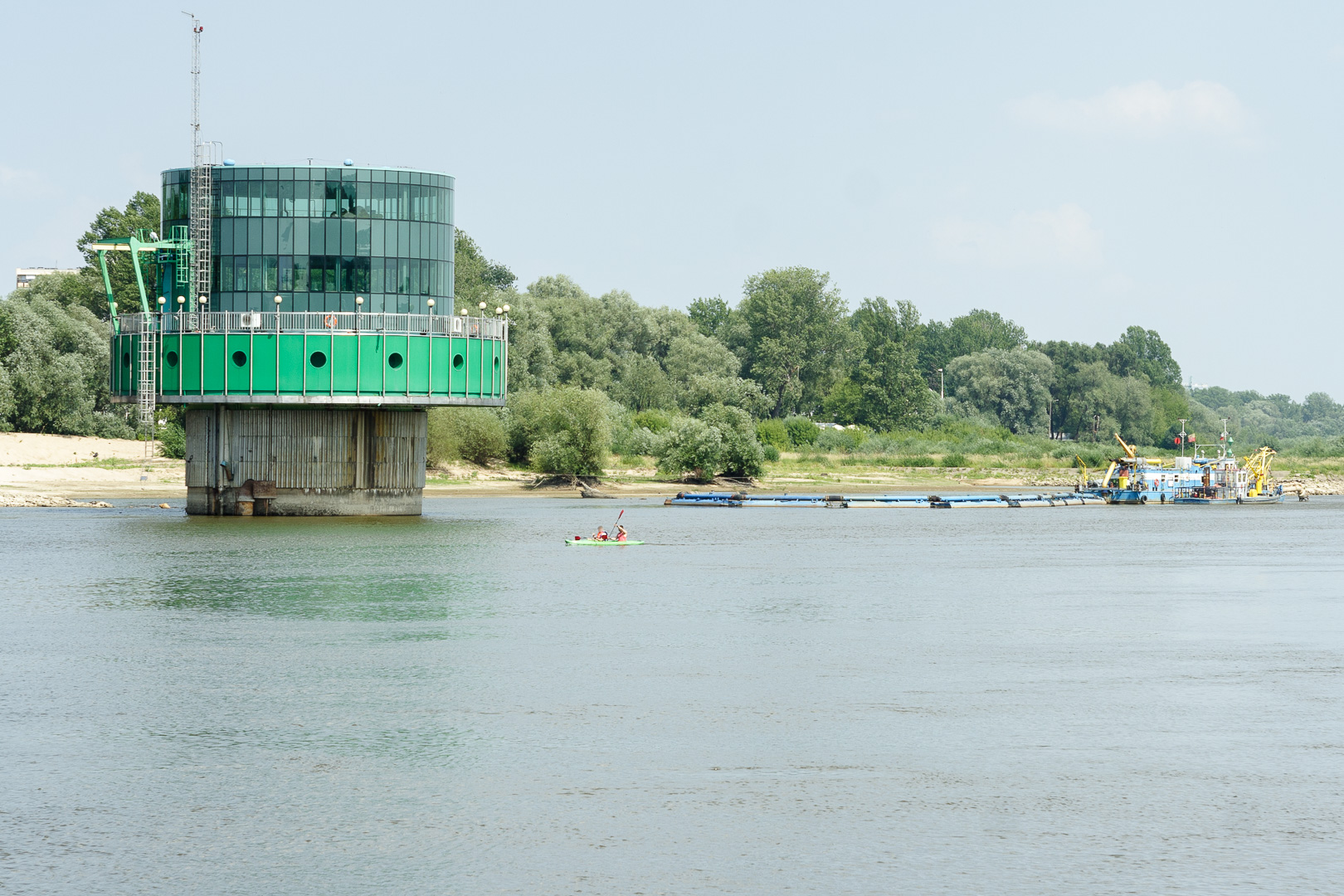
„Gruba Kaśka”, obok pogłębiarka „Sawa”.

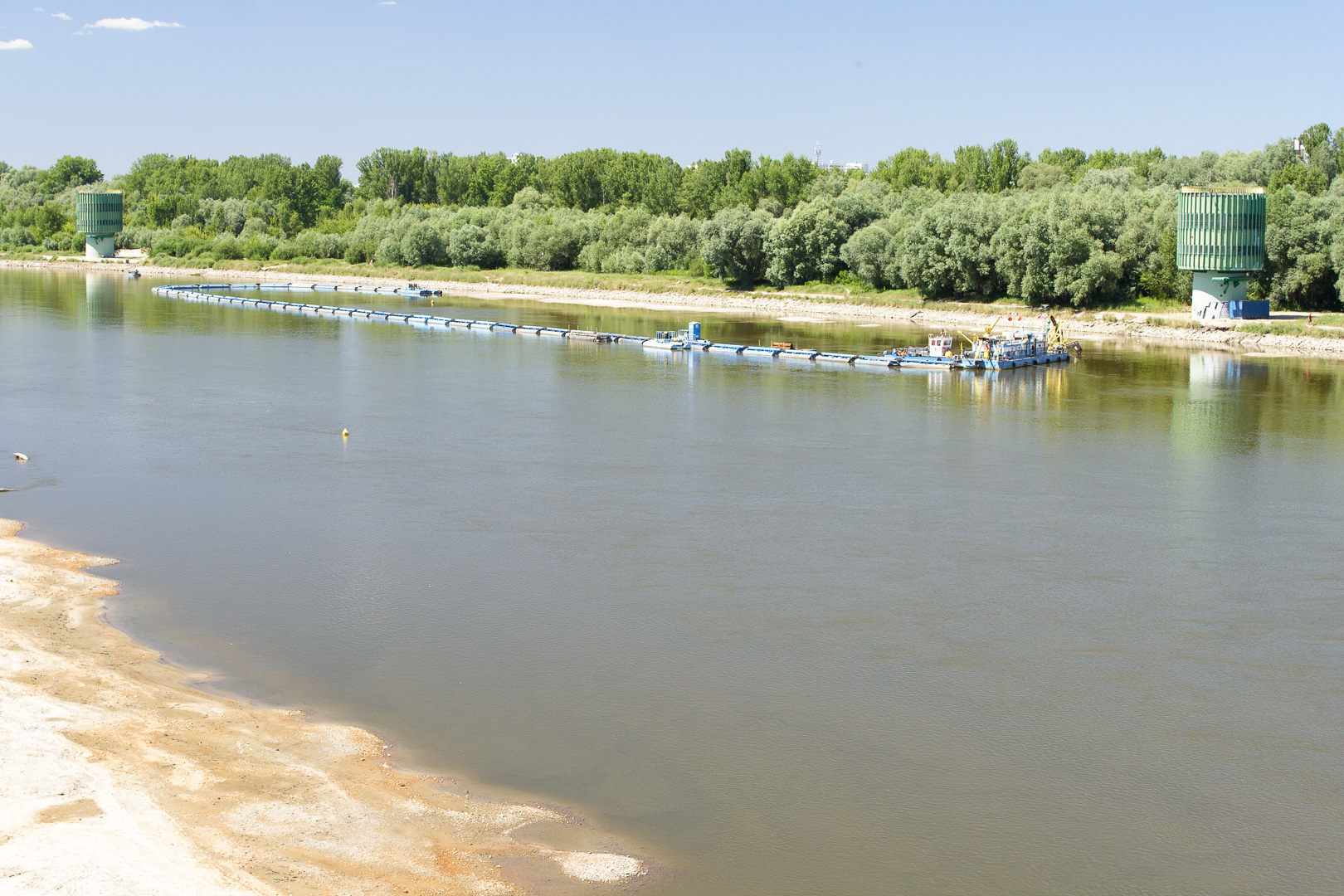
Ujęcie uzupełniające nr 1 (na lewo) i nr 2 (na prawo). Pomiędzy nimi pogłębiarka „Sawa”.

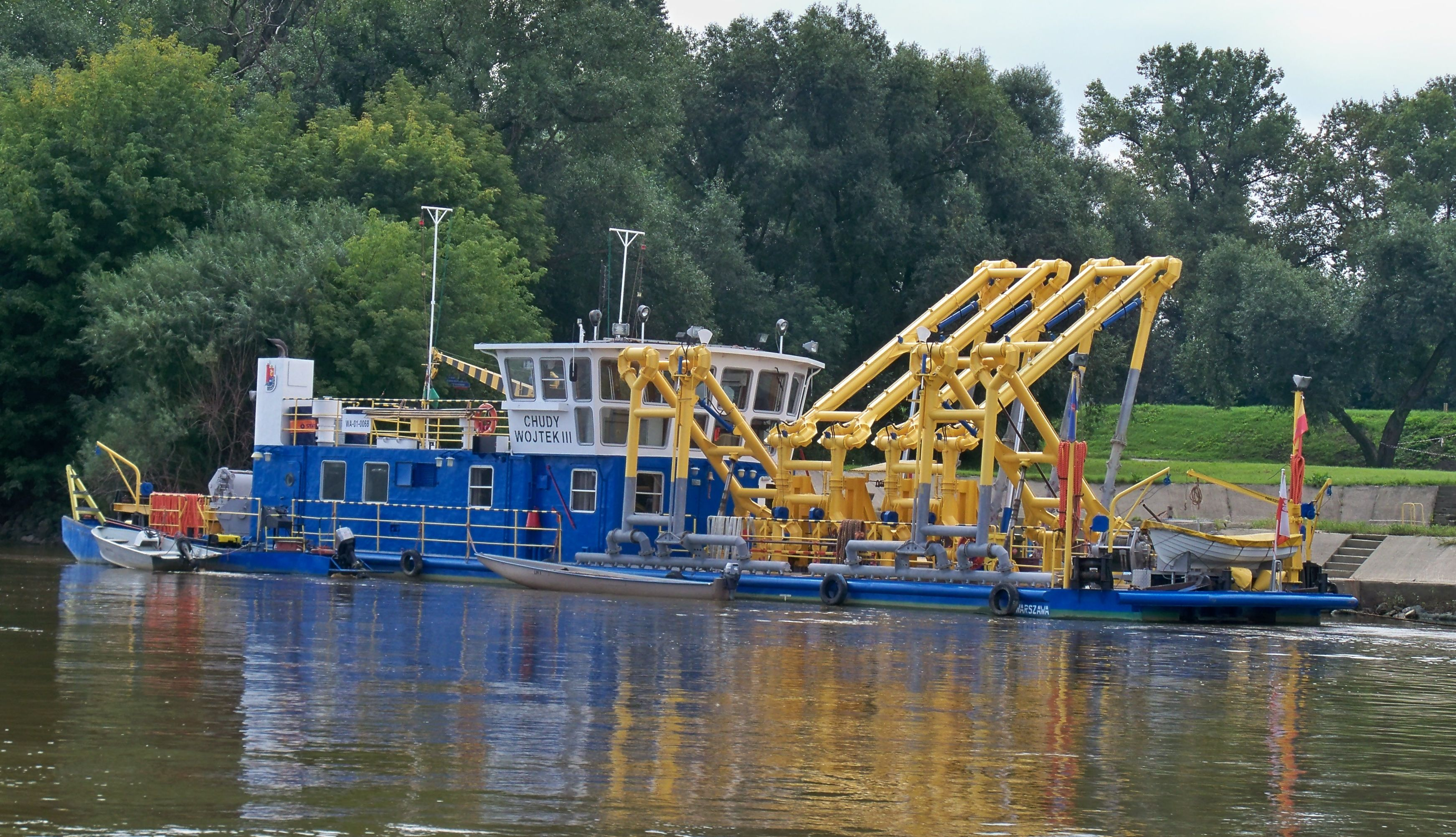
„Chudy Wojtek III”.

Ujęcia infiltracyjne Stacji Uzdatniania Wody „Praga” – trzy ujęcia infiltracyjne (studnie) pompujące wodę spod dna Wisły do mieszczącej się na Saskiej Kępie Stacji Uzdatniania Wody (SUW) „Praga” Zakładu Centralnego należącego do Miejskiego Przedsiębiorstwa Wodociągów i Kanalizacji (MPWiK) w Warszawie. Są to:
- ujęcie zasadnicze Gruba Kaśka[1][2]
- ujęcia uzupełniające[1][2]
  - ujęcie uzupełniające nr 1[2] (UU1[1])
  - ujęcie uzupełniające nr 2[2] (UU2[1])

Woda pobierana jest przy pomocy drenów (perforowanych rur) ułożonych pod dnem Wisły. Wcześniej ulega ona naturalnemu procesowi filtracji przechodząc przez czwartorzędowe osady piaskowo-żwirowe o miąższości kilku metrów.
Woda jest przetłaczana do Stacji Uzdatniania Wody (SUW) „Praga”, gdzie następuje jej oczyszczanie.
|                                        | Gruba Kaśka             | UU1                | UU2                                  |
| -------------------------------------- | ----------------------- | ------------------ | ------------------------------------ |
| Oddanie do eksploatacji                | 1964 (budowa 1953-1959) | 1969               | 1970                                 |
| Lokalizacja                            | w nurcie rzeki          | na prawym brzegu   | na prawym brzegu                     |
| Drenaż                                 | poddenny, promienisty   | poddenny, brzegowy | poddenny, brzegowy                   |
| Ułożenie drenów – układ (1999 r.)      | promienisty             | promienisty        | promienisto-równoległy               |
| Liczba drenów (1999 r.)                | 15                      | 6                  | 6                                    |
| Średnica drenów (1999 r.)              | 300–400 mm              | 300–400 mm         | 300–400 mm                           |
| Długość drenów (1999 r.)               | 95–165 m                | 140–292 m          | 250–400 m                            |
| Całkowita długość drenów (1999 r.)     | 1956,4 m                | 1173,26 m          | 1711 m                               |
| Grubość warstwy filtracyjnej (1999 r.) | 4–7 m                   | ?                  | 7,5 m                                |
| Średnia wydajność ujęcia (1999 r.)     | 90–120 tys. m³/d        | 60 tys. m³/d       | 90 tys. m³/d (możliwe 120 tys. m³/d) |

Warstwa filtracyjna utrzymywana jest w należytym stanie przez dwa spulchniacze „Chudy Wojtek II” i „Chudy Wojtek III” oraz pogłębiarkę „Sawa”.
Gruba Kaśka jest zagłębiona 30 m poniżej dna Wisły, położona 50 m od prawego brzegu przy średnim stanie wody i połączona z brzegiem (stacją uzdatniania) tunelem o długości 312 m.
Nadmiar wody z Grubej Kaśki kierowany jest na drugą stronę Wisły do Stacji Uzdatniania Wody (SUW) „Filtry”.

## Galeria

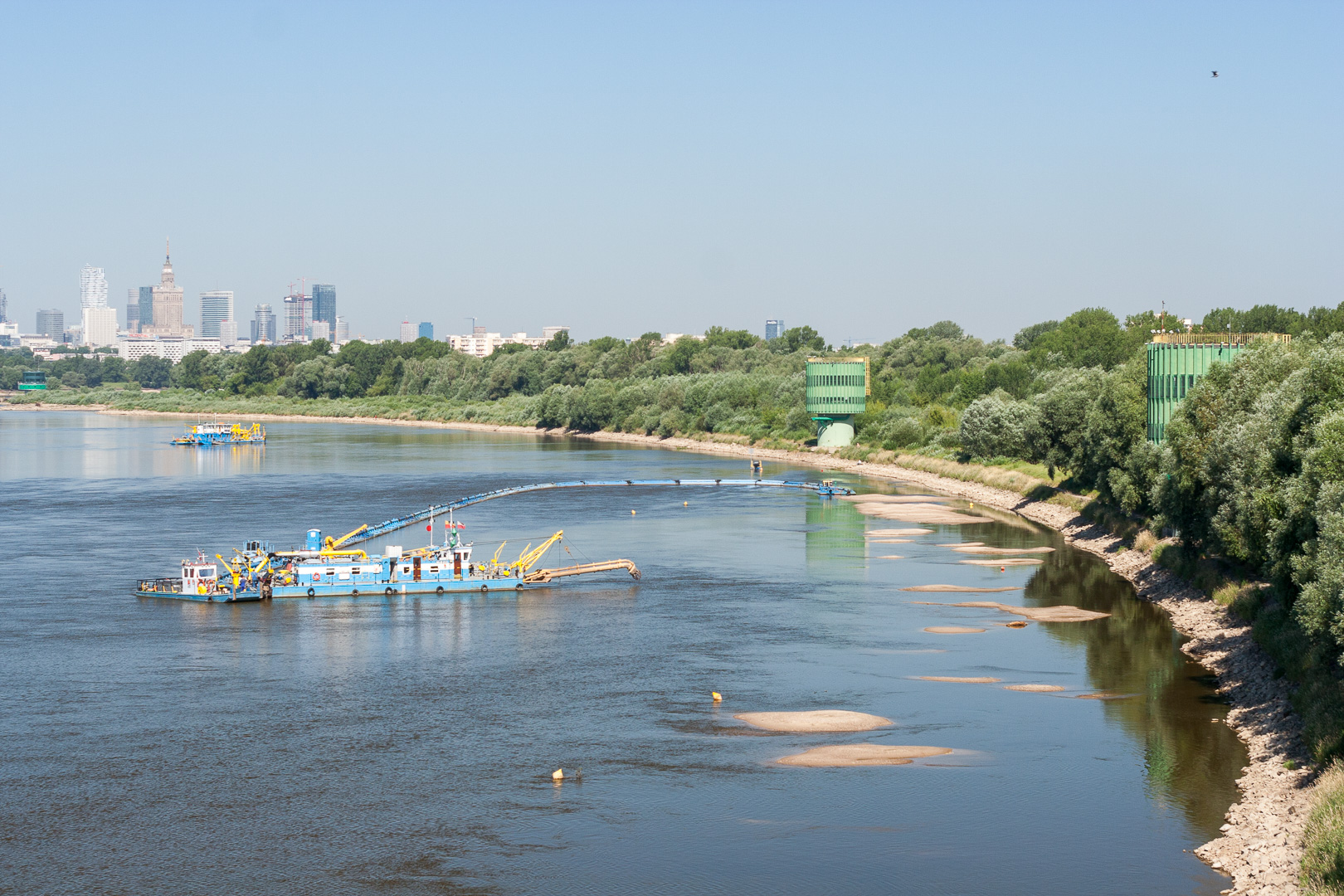
Wszystkie trzy studnie, pogłębiarka „Sawa” i jeden z „Chudych Wojtków” (statków spulchniaczy hydraulicznych).
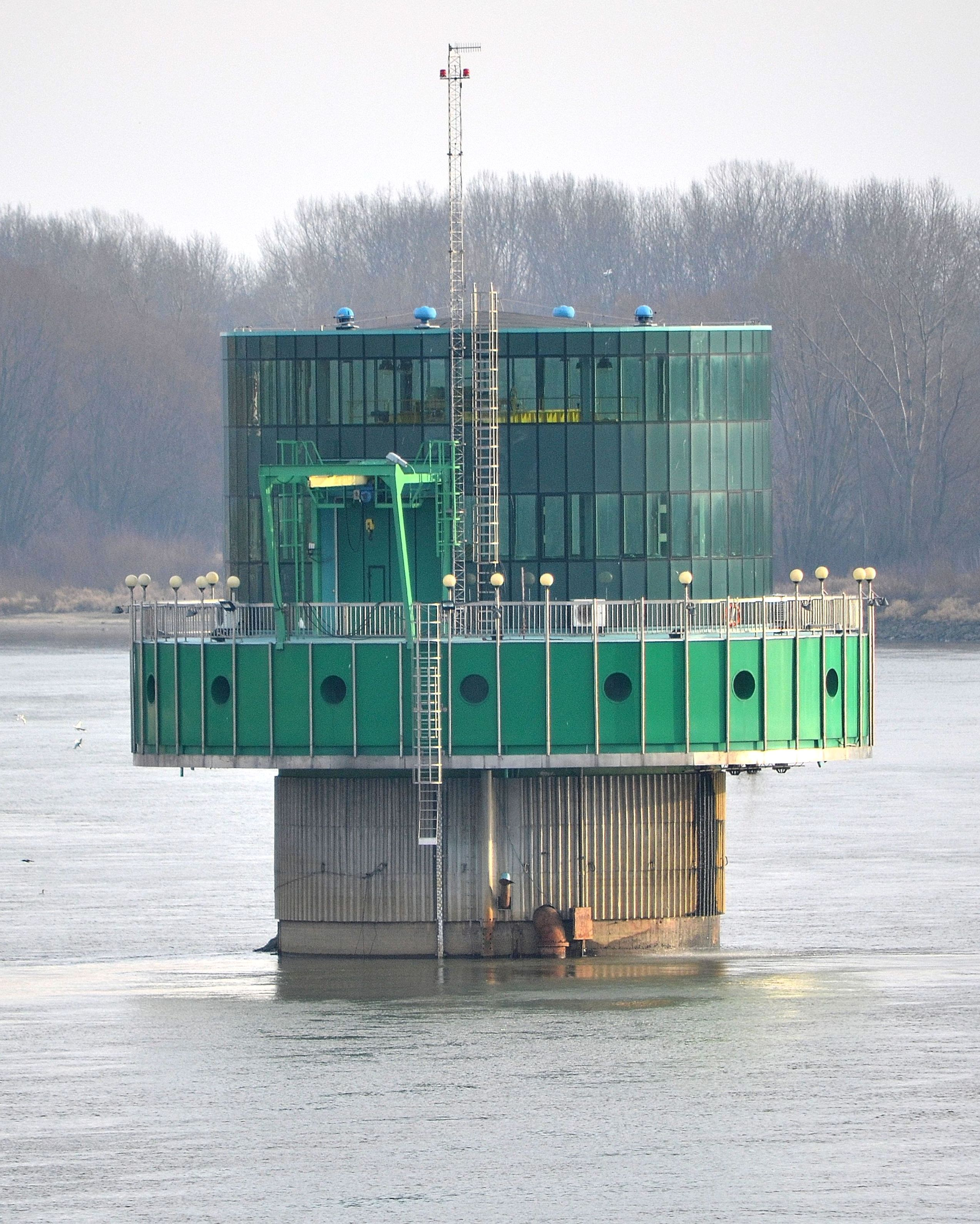
Gruba Kaśka widziana z Mostu Łazienkowskiego.
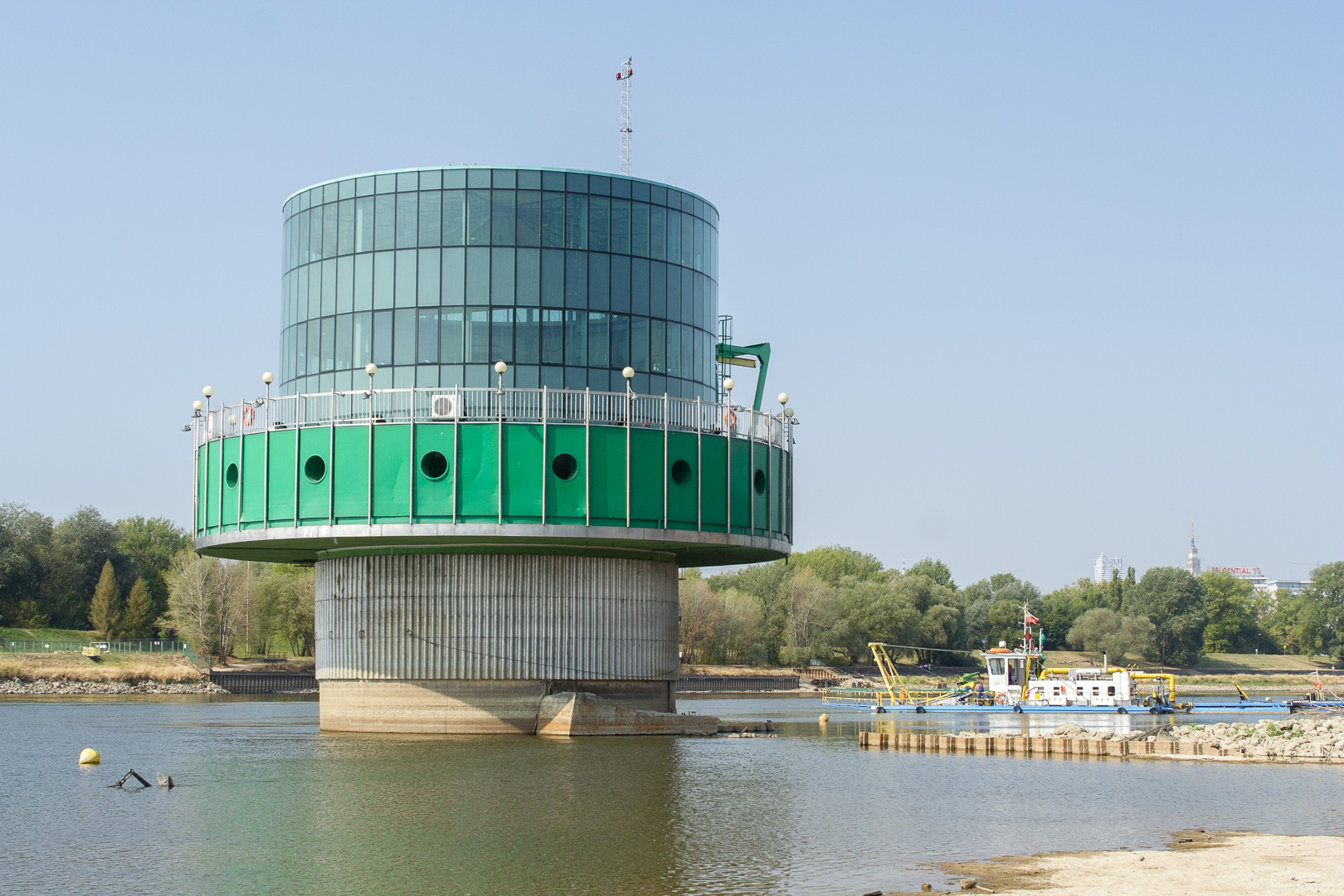
Gruba Kaśka, obok pogłębiarka inna niż „Sawa”.
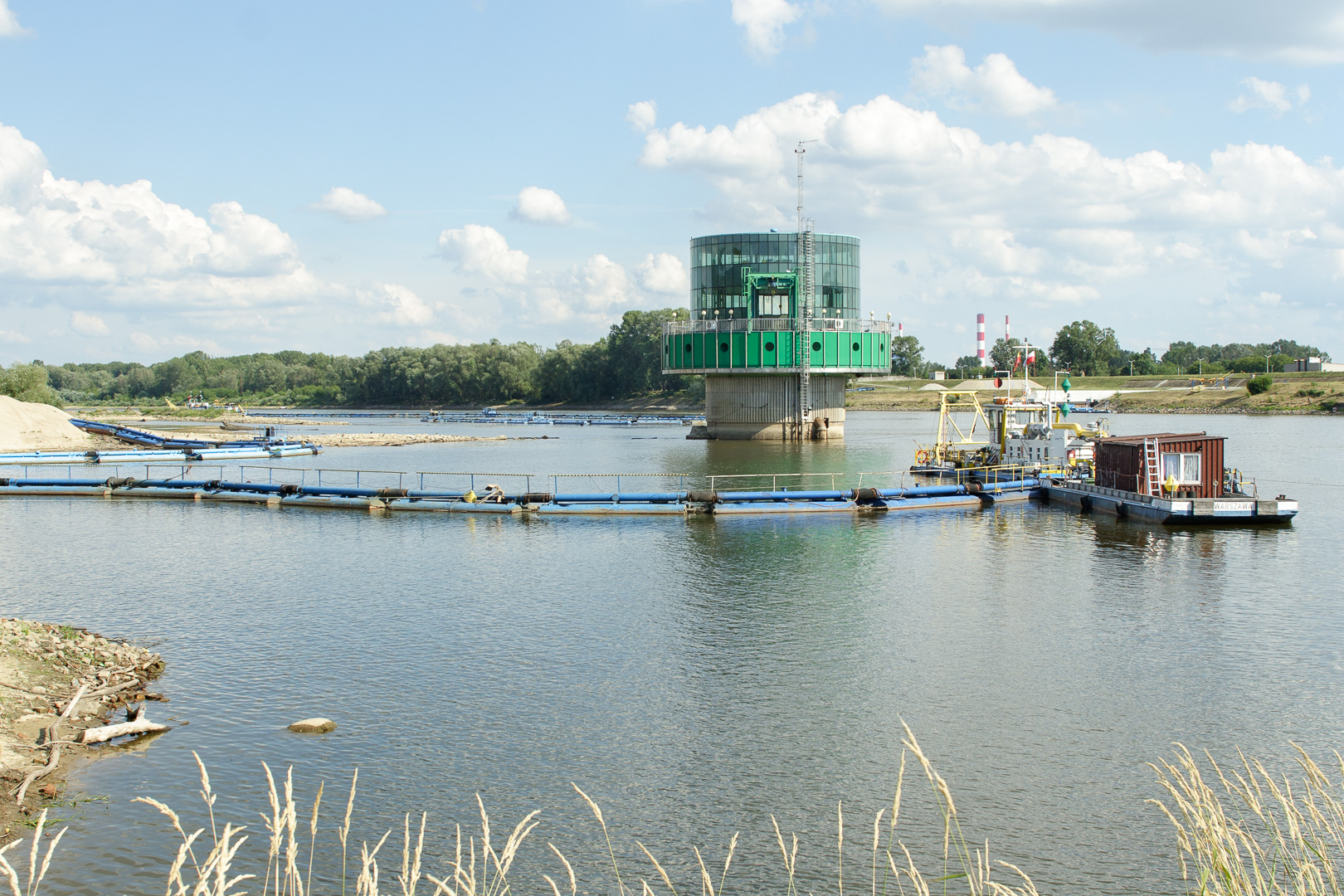
Gruba Kaśka, pogłębiarka.
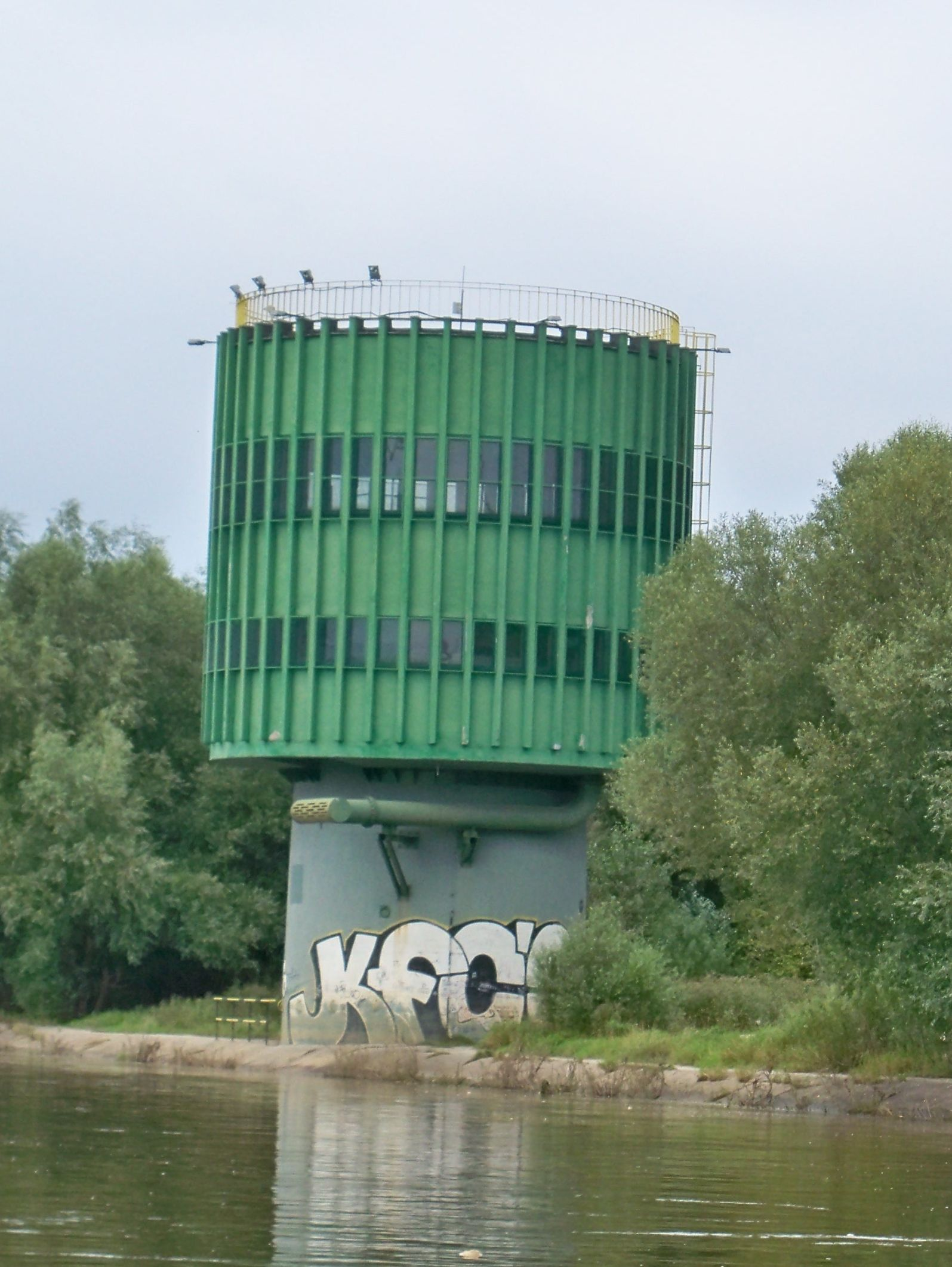
Ujęcie uzupełniające nr 1 (UU1).
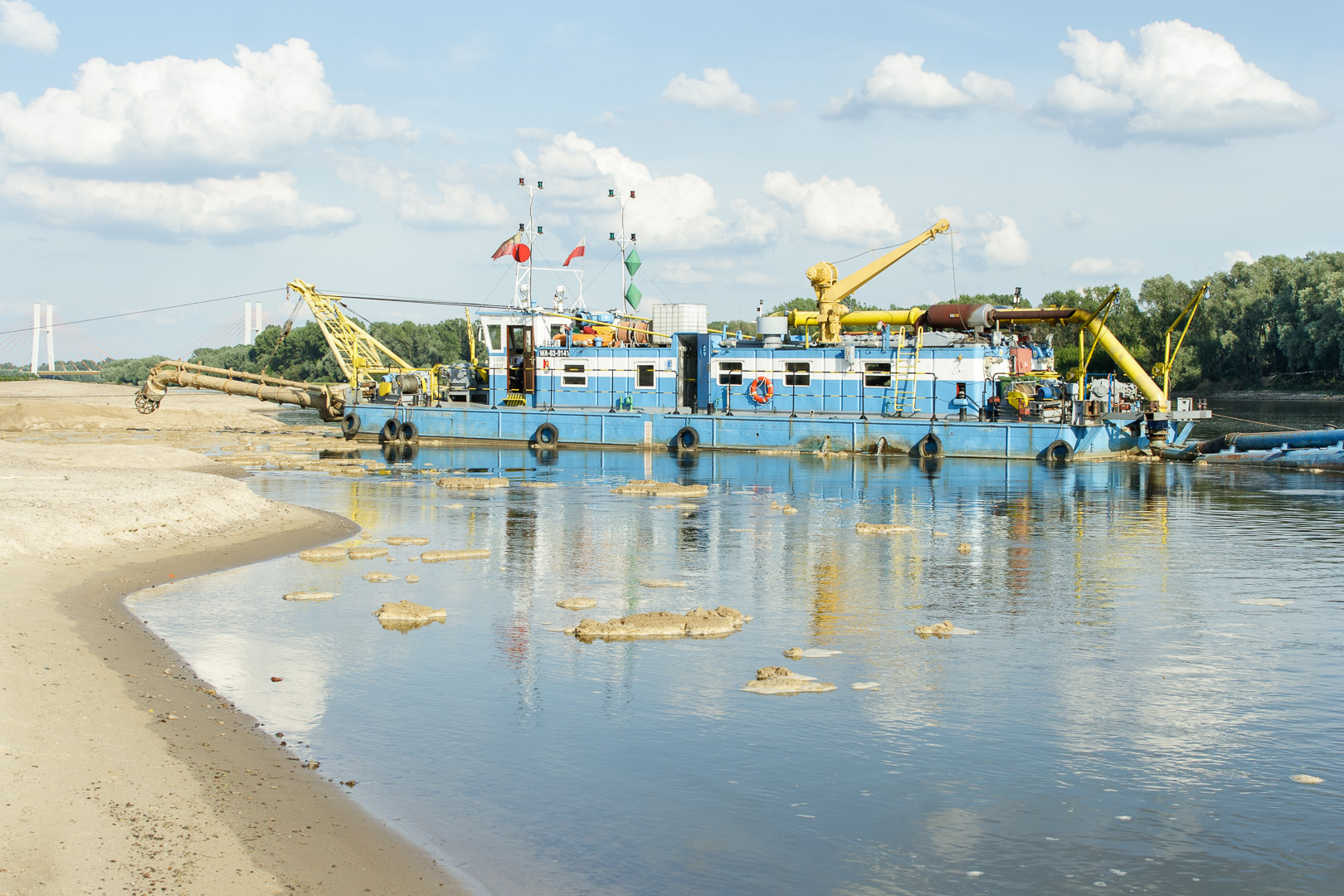
Pogłębiarka „Sawa”.
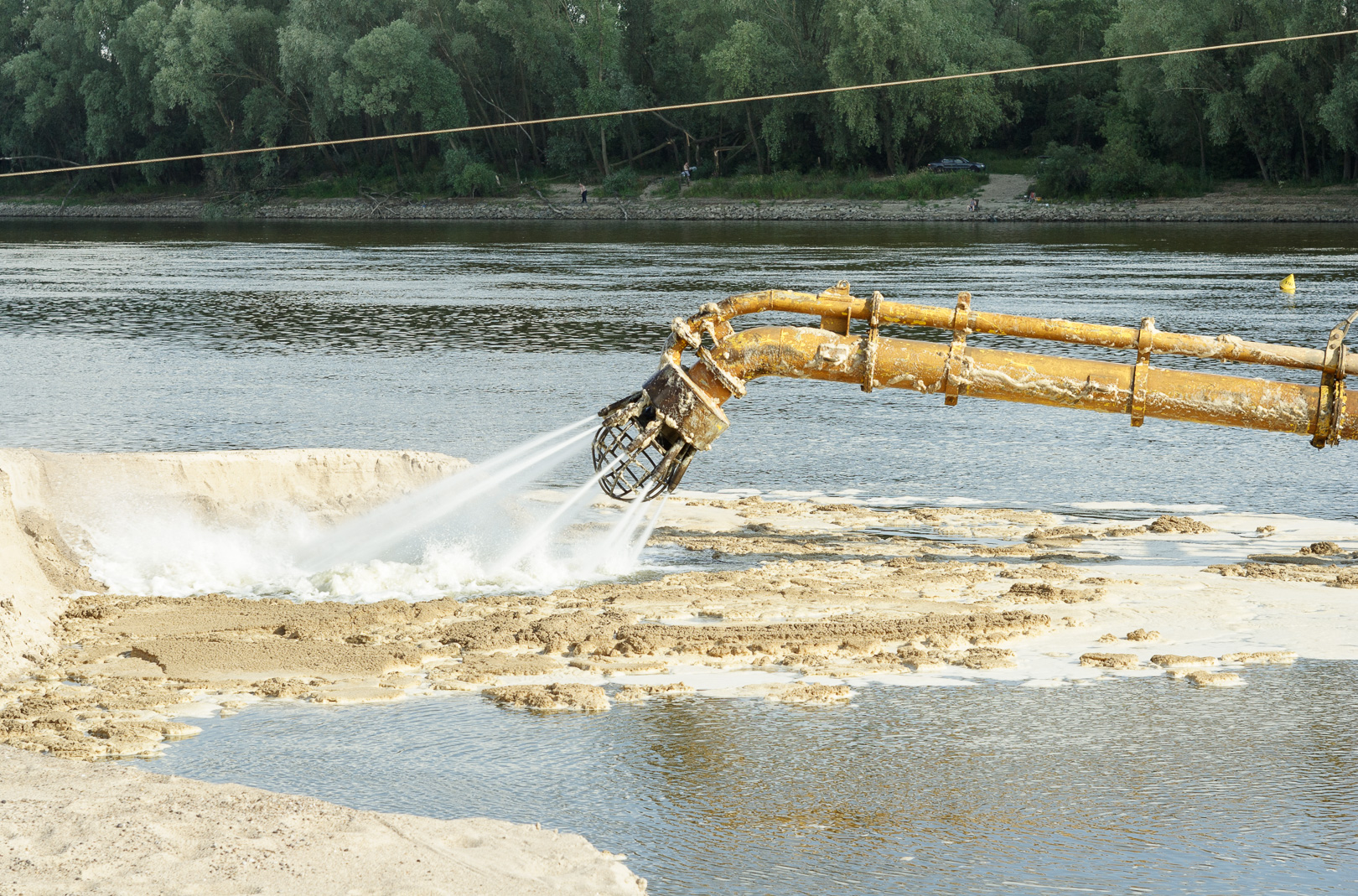
Pogłębiarka „Sawa” – głowica.
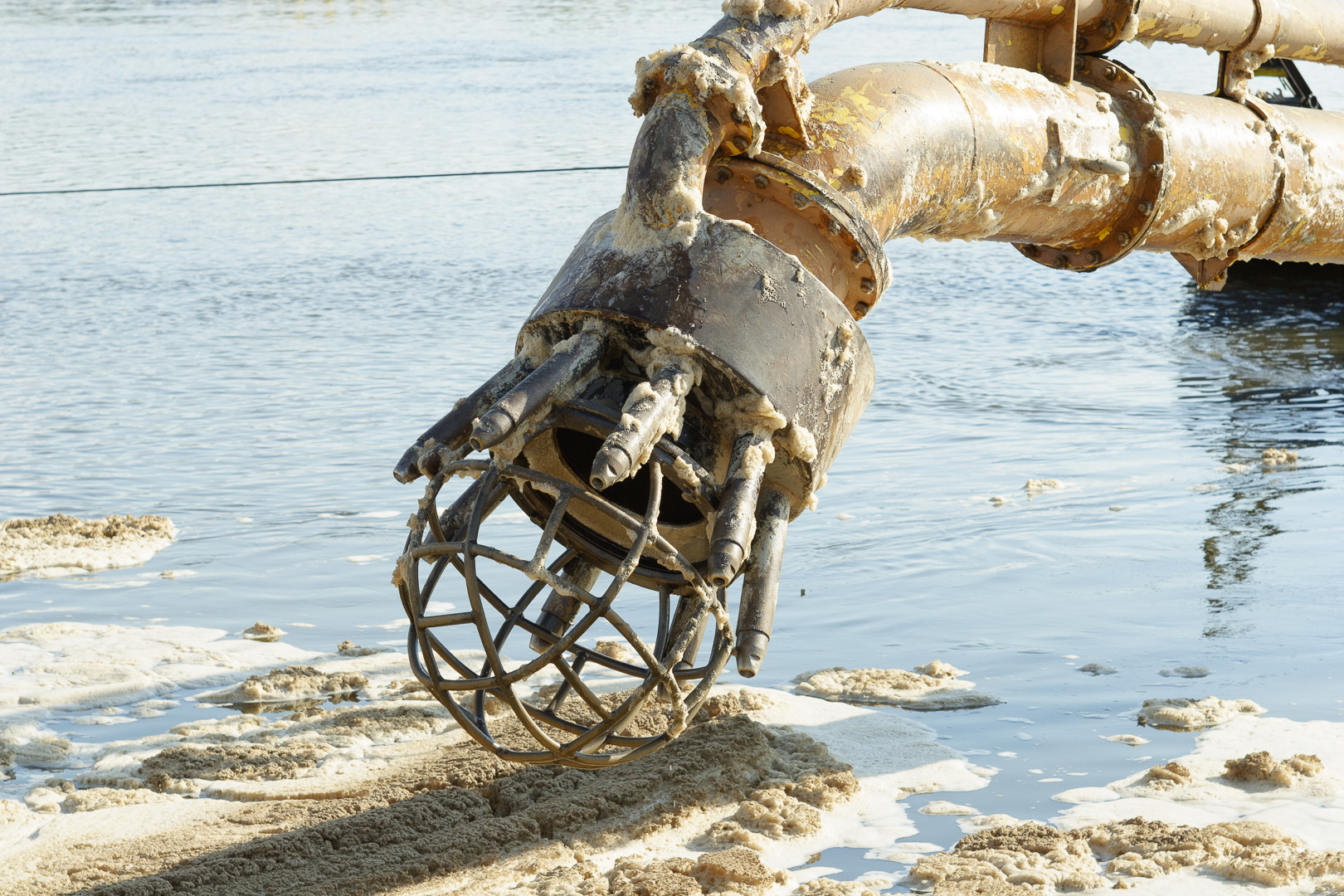
Pogłębiarka „Sawa” – głowica.